# Mistrzostwa Polski w Tenisie Stołowym 2013
Mistrzostwa Polski w Tenisie Stołowym 2013 – 81. edycja mistrzostw, która odbyła się w Wałbrzychu w dniach 1–3 marca 2013 roku. Nie wystartowały faworytki gry pojedynczej Li Qian, Xu Jie i Natalia Partyka. 

## Medaliści
| Konkurencja:            | Złoto:                                                                                 | Srebro:                                                                                 | Brąz: |
|                         |                                                                                        |                                                                                         | |
| gra pojedyncza kobiet   | Antonina Szymańska (GLKS Nadarzyn)                                                     | Monika Pietkiewicz (Luks Warmia Lidzbark Warmiński)                                     | Katarzyna Grzybowska (MKSTS Polkowice) Agata Pastor (MKSTS Polkowice)                                                                                                |
| gra pojedyncza mężczyzn | Daniel Górak (KS Bogoria Grodzisk Mazowiecki)                                          | Tomasz Lewandowski (SPAR AZS Politechnika Rzeszów)                                      | Robert Floras (Dartom Grodzisk Mazowiecki) Wang Zengyi (PKS Kolping Frac Jarosław)                                                                                   |
| gra podwójna kobiet     | Klaudia Kusińska (GLKS Nadarzyn) Magdalena Szczerkowska (GLKS Nadarzyn)                | Antonina Szymańska (GLKS Nadarzyn) Monika Pietkiewicz (Warmia Lidzbark Warmiński)       | Magdalena Górowska (Bronowianka Kraków) Aneta Olendzka (IKTS Noteć Inowrocław) Katarzyna Ślifirczyk (AZS AJD Częstochowa) Maja Krzewicka (Warmia Lidzbark Warmiński) |
| gra podwójna mężczyzn   | Daniel Górak (Bogoria Grodzisk Mazowiecki) Robert Floras (Bogoria Grodzisk Mazowiecki) | Patryk Chojnowski (Condohotels Morliny Ostróda) Wang Zengyi (PKS Kolping Frac Jarosław) | Bartosz Such (Olimpia-Unia Grudziądz) Łukasz Godlewski (KUKS Remus Kościerzyna) Paweł Chmiel (AZS Politechnika Rzeszów) Piotr Chmiel (GMKS Strzelec Frysztak)        |
| gra mieszana            | Robert Floras (Bogoria Grodzisk Mazowiecki) Magdalena Szczerkowska (SKTS Sochaczew)    | Jakub Dyjas (KST Energa-Manekin Toruń) Marta Gołota (niestowarzyszona)                  | Tomasz Lewandowski (SPAR AZS Politechnika Rzeszów) Agata Pastor (MKSTS Polkowice) Jakub Kosowski (niestowarzyszony) Daria Łuczakowska (AZS UE Wrocław)               |